# 阿爾米拉冰川
63°01′25″S 62°33′00″W / 63.02361°S 62.55000°W

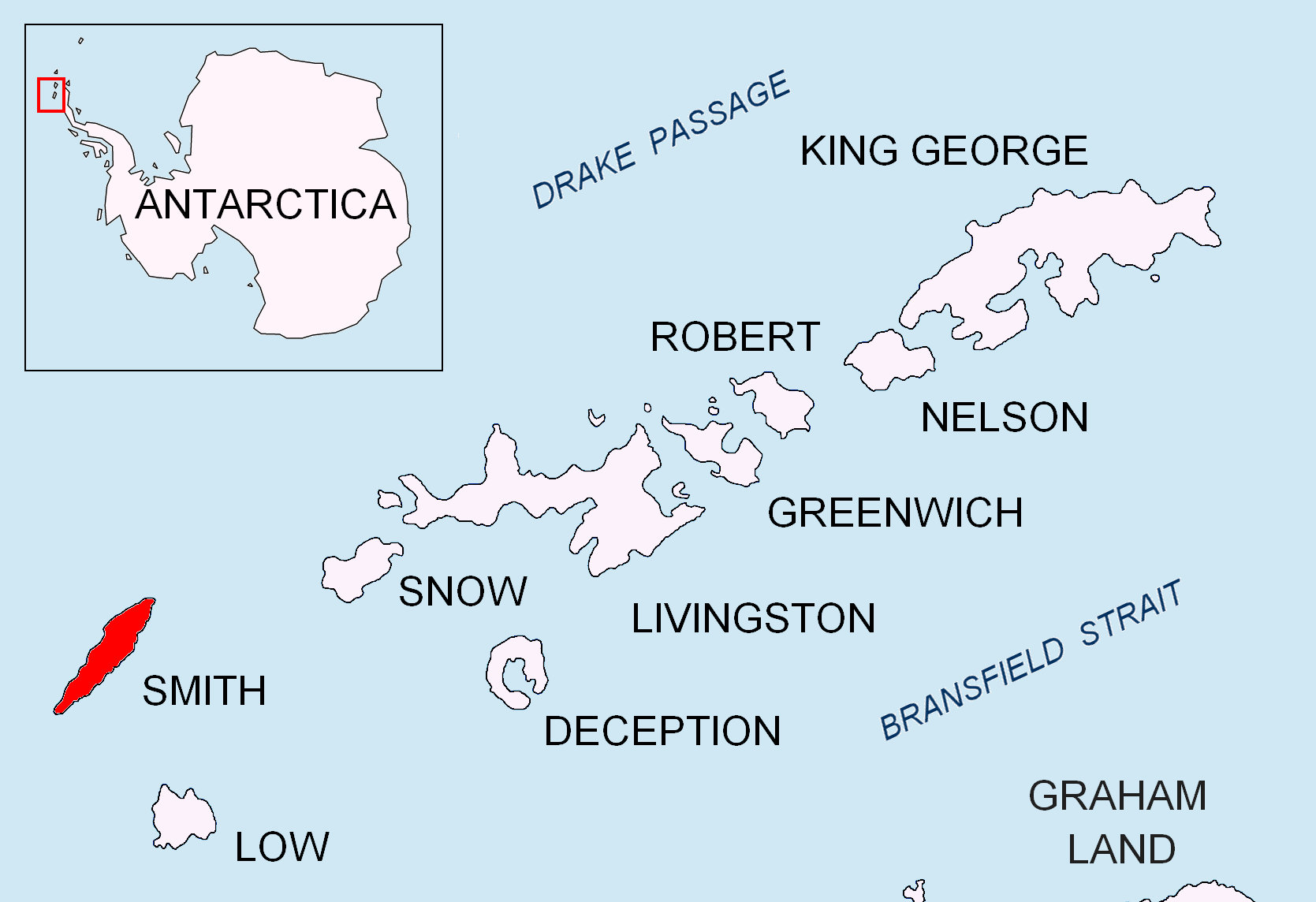

阿爾米拉冰川是南極洲的冰川，位於南設得蘭群島的史密斯島，全長3公里，流經伊梅昂山脈東南坡，最終在伊凡阿森角西南面注入奧斯馬爾海峽。

## 外部連結
- SCAR Composite Antarctic Gazetteer（页面存档备份，存于）